# Лісовий Оксен Васильович
Оксе́н Васи́льович Лісови́й (21 липня 1972 , Київська область ) — український учитель, організатор освіти, член ДФТГ, доцент (2015). Міністр освіти і науки України (від 21 березня 2023), Директор Національного центру «Мала академія наук України» (2010—2023). Заслужений працівник освіти України (2021). Лауреат Державної премії України в галузі освіти (2012).

## Життєпис
Оксен Лісовий народився 21 липня 1972 року на Київщині в родині вчителів. Його батько Василь Лісовий — дисидент, організатор українського самвидаву в 1960—1970 роках. Мати Віра Лісова — українська мовознавиця за фахом, публіцистка, дисидентка й учасниця українського правозахисного руху. За тиждень до народження Оксена його батька заарештували та ув'язнили на 11 років за відкритий лист на захист заарештованих шістдесятників. Матір, учительку української мови та літератури, звільнили з роботи й залишили з 6-річною дочкою Мирославою в очікуванні сина без засобів для існування. Дитинство було неспокійним — із постійними обшуками, допитами й підозрами, але попри політичні репресії та тиск Віра Лісова продовжувала допомагати родинам політв'язнів.
Літо 1981 року провів в очікуванні суду в Новій Бряні в Бурятській АРСР, де його батько перебував на засланні. Там Лісові змогли возз'єднати свою сім'ю, однак Василя Лісового знову заарештували за його протести проти введення радянських військ до Афганістану. Віра Лісова виступала як захисниця у справі чоловіка. Родина Лісових два роки жила на засланні в селищі Ілька, де Василь Лісовий працював токарем. Сестра Оксена закінчила середню школу, а хлопець — 3 і 4 класи. У червні 1983 року родина повернулася до Києва.
Оксен Лісовий закінчив Решетилівське художнє училище народних промислів (спеціальність — художник-кераміст), Київський державний інститут культури (спеціальність — бібліотечно-інформаційні системи).
Працював учителем Києво-Могилянського колегіуму, тренером із фехтування та підтримував діяльність громадської юнацької організації «Січ», на керівній посаді в генеральній дирекції ВАТ «Укртелеком». У 2011 році, не маючи наукового ступеня, займав посаду наукового співробітника Інституту обдарованої дитини НАПНУ. Від 2010 року — директор Національного центру «Мала академія наук України» (МАНУ).
У 2012 році Оксен Лісовий захистив дисертацію кандидата філософських наук на тему «Соціокультурна самоідентифікація особистості». У 2023 році Національне агентство із забезпечення якості вищої освіти повідомило про надходження звернення Лісового щодо перевірки дисертації на наявність можливих фактів академічного плагіату, які викликали резонанс у суспільстві. 30 травня 2023 Оксен Лісовий відмовився від наукового ступеню кандидата наук згідно з розробленим напередодні Кабміном механізмом.
За його керівництва в МАН вийшло друком понад 250 публікацій та 25 авторських праць, у яких він виступав редактором.
З початком повномасштабного російського вторгнення в Україну 2022 року добровольцем пішов на фронт у складі ДФТГ 95-ї окремої десантно-штурмової бригади. Водночас дистанційно продовжував виконувати обов'язки директора НЦ «МАНУ».
21 березня 2023 року Верховна Рада призначила Оксена Лісового на посаду Міністра освіти і науки України.

### Діяльність у «Малій академії наук України»
У вересні 2020 року спільно з президентом Малої академії наук Станіславом Довгим ініціював заснування сучасного інтерактивного музейного простору — першого Музею науки в Україні.
Окрім можливостей для учнів, розширював напрям професійного розвитку педагогів. Відбулося впровадження новітніх педагогічних методик і технологій дослідницько-експериментального напряму в навчальний процес закладів загальної середньої освіти. Зокрема, на базі лабораторного комплексу «МАНЛаб» створено осередок підготовки педагогів природничих дисциплін.
Також Оксен Лісовий брав участь у волонтерських проєктах і заходах, спрямованих на допомогу дітям — вимушеним переселенцям, дітям військовиків, що постраждали в зоні проведення ООС. Він входить до складу Ради з національно-патріотичного виховання дітей та молоді при Міністерстві освіти і науки України.

### Міністр освіти і науки України
Ще до призначення Лісового на посаду міністра в його дисертації було виявлено плагіат. Невдовзі за це він став переможцем антипремії Академічна негідність у номінації «Плагіатор року». Лісовий визнав плагіат у своїй дисертації і пояснив його тим, що при захисті дисертації «довелося піти на компроміс з “культурою, яка існувала в академічному середовищі”», та відмовився від наукового ступеня.
21 березня 2023 року Оксена Лісового було призначено на посаду Міністра освіти і науки України. За його кандидатуру проголосувала конституційна більшість — 313 народних депутатів, зокрема депутати фракцій «Слуга народу» — 217, «Європейська Солідарність» — 0, «Батьківщина» — 14, «Платформа за життя та мир» — 15, «За майбутнє» — 12, «Голос» — 12, «Довіра» — 16, «Відновлення України» — 13, позафракційні — 14.

## Нагороди
- заслужений працівник освіти України (22 січня 2021) — за значний особистий внесок у державне будівництво, зміцнення національної безпеки, соціально-економічний, науково-технічний, культурно-освітній розвиток Української держави, вагомі трудові досягнення, багаторічну сумлінну працю[19];
- лауреат Державної премії України в галузі освіти (6 жовтня 2012) — за цикл робіт "Всеукраїнський освітній Інтернет-портал «Острів знань»[20];
- нагрудний знак Міністерства освіти і науки України «Відмінник освіти» (2009)[9];
- почесна грамота Міністерства освіти і науки України (2007)[9].

## Особисте життя
Син Василя та Віри Лісових. У Оксена є старша сестра — Мирослава, з якою він підтримує близькі стосунки. 
Оксен Лісовий, одружений та виховує двох синів.